# Phacellodomus striaticeps
A Phacellodomus striaticeps a madarak (Aves) osztályának verébalakúak (Passeriformes) rendjébe és a fazekasmadár-félék (Furnariidae) családjába tartozó faj.

## Rendszerezése
A fajt Alcide d’Orbigny és Frédéric de Lafresnaye írták le 1838-ban, az Anumbius nembe Anumbius striaticeps néven.

## Alfajai
- Phacellodomus striaticeps griseipectus Chapman, 1919
- Phacellodomus striaticeps striaticeps (Orbigny & Lafresnaye, 1838)[2]

## Előfordulása
Dél-Amerikában, az Andok keleti oldalán, Argentína, Bolívia és Peru területén honos. Természetes élőhelyei a szubtrópusi és trópusi hegyi esőerdők és cserjések, valamint legelők, szántóföldek és városi régiók. Vonuló faj.

## Megjelenése
Testhossza 17 centiméter, testtömege 23-29 gramm.

## Természetvédelmi helyzete
Az elterjedési területe nagyon nagy, egyedszáma pedig stabil. A Természetvédelmi Világszövetség Vörös listáján nem fenyegetett fajként szerepel.